# 邦迪 (北部省)
邦迪（法語：Bondues，法語發音：[bɔ̃dy]）是法国上法兰西大区北部省的一个市镇，属于里尔区和里尔欧洲都会区。

## 地理
邦迪（50°42'6"N, 3°5'36"E）面积13.05 平方千米，位于法国上法蘭西大區北部省，该省份为法国最北部的省份及最长的省份，西北濒北海，西接加来海峡省，南至埃纳省和索姆省，东与比利时接壤。
与邦迪接壤的市镇（或旧市镇、城区）包括：兰塞勒、圖爾寬、旺布勒希、马克昂巴勒尔、马凯特莱里尔、穆沃、龙克。
邦迪的时区为UTC+01:00、UTC+02:00（夏令时）。

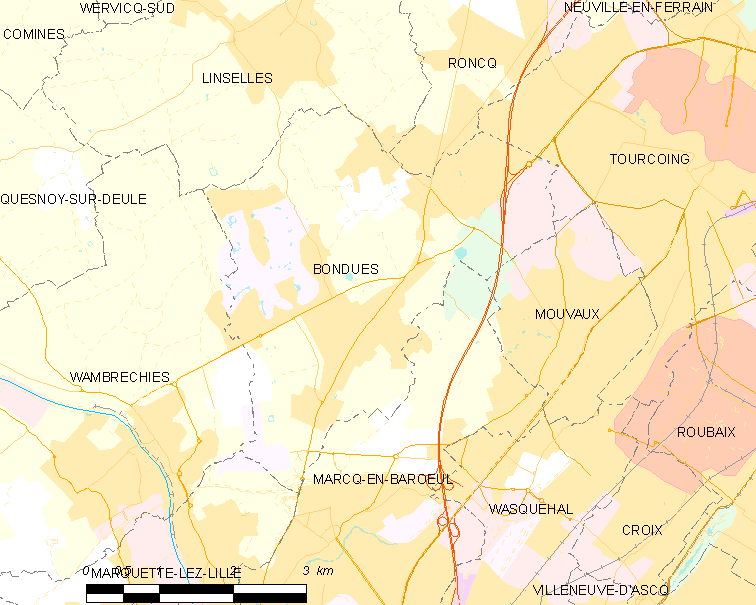
邦迪的OSM定位图

## 行政
邦迪的邮政编码为59910，INSEE市镇编码为59090。

## 政治
邦迪所属的省级选区为里尔第二县。

## 人口

1962-2008年间邦迪人口变化图示

邦迪于2022年1月1日时的人口数量为9666人。